# Sorten Muld
Sorten Muld (dänisch: sorten muld – ‚schwarze Erde‘, ‚schwarzer Boden‘) ist eine seit 1995 bestehende dänische Elektro-Folk-Band. Die Band gewann zwei dänische Grammys für ihr Album Mark II. Die Mitglieder der Band spielten vormals Rockmusik.

## Stil
Die Musik von Sorten Muld zeichnet sich durch elegant komponierte Rhythmen und fließende Klänge typischer Folkmusik-Instrumente wie Dudelsack, Flöte und Geige in Electronica-artigen Kompositionen aus, die die dramatischen Texte untermalen. Ein Musikkritiker des amerikanischen National Public Radio beschrieb Ulla Bendixens Gesang als „ein sinnliches Flüstern, das Sie zum Zuhören auffordert, selbst wenn Sie kein Dänisch verstehen“.
Die Instrumente werden (mit Ausnahme des Albums Mark III) nicht von Hand gespielt, sondern ihre Klänge werden als Loops neu zusammengesetzt und durch elektronisch synthetisierte Klänge ergänzt. Dieses Konzept der Musikproduktion wurde Anfang der 1980er Jahre durch die Synthiepop-Band Depeche Mode bekannt und wird von Sorten Muld auf den Bereich der Folkmusik übertragen. Einige rhythmusbetonte Stücke auf Mark II mit nur wenigen Textpassagen sind eher dem Trip-Hop oder Techno zuzuordnen.
Die Texte sind alte Geschichten der dänischen Folklore über Neid, Mörder und Kreaturen. In Kirstin aus Mark II tischt ein Vater seiner Tochter ein Mahl auf, das aus dem Herzen ihres Liebsten zubereitet wurde. In Ulver aus Mark III nimmt ein Mann seine ahnungslose Liebste mit in den Wald, um sie dort zu töten und zu vergraben. Er schläft ein und stattdessen hackt sie ihn mit seinem eigenen Schwert in Stücke.
Sorten Muld hat auch das Konzeptalbum Jord, Luft, Ild, Vand („Erde, Luft, Feuer, Wasser“) veröffentlicht, das eine hauptsächlich instrumentale Reise durch die klassischen vier Elemente beschreibt. Das Album ist eine nachbearbeitete Aufnahme eines Live-Konzerts auf Bornholm.

## Diskografie

### Alben
- 1996: Sorten Muld
- 1997: Mark II
- 2000: III
- 2002: Jord, Luft, Ild, Vand
- 2021: Mark IV – lånt tid

### Singles
- 1997: Ravnen
- 1997: Ravnen (alternate cover/tracklist)
- 1997: Bonden og Elverpigen
- 1997: Som Stjernerne på Himlens blå
- 1998: Venelite
- 1998: Mylardatter
- 2000: Vølven
- 2020: Glød/Gylden Glød – mit AySay
- 2021: Sangen om jorden
- 2021: Venelite II
- 2021: Under Månens Blanke Tæppe